# Canalohypopterygium
Canalohypopterygium là một chi rêu trong họ Hypopterygiaceae.